# ジョイア (クレーター)
ジョイア (Gioja) は、月にあるクレーターであり、月の北極点の近くに位置する。実用的な羅針盤を完成させたイタリアの船乗り、フラヴィオ・ジョイアにちなんで名づけられた。地球からは、月の北側の縁にジョイアを見ることができる。ジョイアの北の周壁は、低い周壁を持つバードと接している。ジョイアの南南東にはメインが存在する。
ジョイアの周壁は円に近い形状をしているが、わずかに崩壊している。ジョイアの周壁の最高点は北西部にある。ジョイアの底面はほとんど平坦である。ジョイアの中心から北北東の周壁にかけてわずかな隆起が見られ、ジョイアの底面の西部には2つの小さなクレーター痕がある。